# Team Anker
Team Anker was een schaatsploeg die is ontstaan uit onder anderen schaatssters van de voormalige schaatsploeg VPZ. De trainers waren Dennis van der Gun en Erwin ten Hove. Op 19 april 2013 werd bekend dat Anker Verzekert stopt met sponsoring. Vier van de vijf dames blijven via het nieuwe Development Team van iSkate trainen onder coach Van der Gun.

## Geschiedenis
Nadat aan het eind van seizoen 2009/2010, op 1 mei 2010, schaatsteam VPZ ophield te bestaan bleven er een aantal schaatssters over zonder ploeg. Thijsje Oenema en Sophie Nijman vonden het Groningse bedrijf en op 16 september 2010 zette Anker Verzekert de handtekening voor de eerste commerciële damesschaatsploeg. Kroon, De Vries en Schouten maken het damesteam compleet.
Team Anker was al eerder in de maak met onder anderen Sanne van der Star. Zij was later niet meer welkom.
Het eerste grote toernooi voor Team Anker was het NK afstanden 2011 in november 2010. Ondanks dat er geen medailles werden gewonnen veroverden de dames wel drie tickets voor de eerste wereldbekerwedstrijden, Oenema op de 500 meter, Kroon op de 1500 meter en Schouten op de 3000 meter. Op 6 maart 2011 won het team bij de Holland Cup 5 in Enschede de ploegenachtervolging.

## Schaatsers
Op chronologische volgorde. De namen van de huidige ploegleden zijn vetgedrukt.
- Ingeborg Kroon (2010-2012)
- Sophie Nijman (2010-2012)
- Thijsje Oenema (2010-2011)
- Irene Schouten (2010-2011)
- Linda de Vries (2010-2011)
- Mayon Kuipers (2011-2012)
- Marit Dekker (2011-2013)
- Bo van der Werff (2011-2013)
- Anice Das (2012-2013)
- Letitia de Jong (2012-2013)
- Miranda Dekker (2012-2013)

### Schaatsploeg 2012-2013
De schaatsploeg bestond het laatste seizoen uit vier rijdsters en een stagiair.
| Vrouwen          | Vrouwen              |
| Naam             | Specialisatie        |
| ---------------- | -------------------- |
| Marit Dekker     | 500m, 1000m en 1500m |
| Miranda Dekker   | 500m, 1000m en 1500m |
| Anice Das        | 500m                 |
| Letitia de Jong  | 500m en 1000m        |
| Bo van der Werff | 1000m en 1500m       |